# Mecha (woreda)
Pour l’article homonyme, voir Mecha.
Mecha (anciennement Merawi) est un woreda de la zone Mirab Godjam de la région Amhara au nord-ouest de l'Éthiopie. Ce woreda a une population de 292 080 habitants en 2007. Son chef-lieu, Merawi, a 18 682 habitants à la même date.

## Géographie
Situé au nord-ouest de la zone Mirab Godjam, Mecha est limitrophe de la zone Agew Awi et des woredas Semien Achefer et Debub Achefer.
La rivière Gilgel Abay, qui sert de limite entre les woredas, est le cours supérieur du Nil Bleu et le principal affluent du lac Tana.
| Semien Achefer                     |        | Bahir Dar Zuria |
| Debub Achefer                      | Mecha  | Yilmana Densa   |
| Dangila, Faggeta Lekoma (Agew Awi) | Sekela |                 |

Les principales agglomérations du woreda sont Merawi et Wetet Abay. Elles se situent entre 1 900 et 2 000 m d'altitude,, respectivement à 35 et 50 km de Baher Dar par la route A3 en direction de Dangila.
Merawi est connue pour sa production d'alcool traditionnel « Arekie », commercialisé dans tout le nord-ouest du pays, et pour son marché de bois où l'on négocie de grandes quantités de bois d'eucalyptus [réf. souhaitée].
Le réservoir de Koga, au sud de Merawi, est un lac de barrage utilisé pour l'irrigation,.

## Histoire
Jusqu'à la mise en place des régions en 1995, Merawi fait partie de l'awraja Bahir Dar dans la province du Godjam.

## Démographie
D'après le recensement national de 2007 réalisé par l'Agence centrale de la statistique (Éthiopie), Mecha compte 292 080 habitants et 8 % de la population est urbaine,.
La plupart des habitants (99 %) sont orthodoxes.
La population urbaine se compose de 18 682 habitants à Merawi et 3 995 habitants à Wetet Abay.
Avec une superficie de 1 482 km2[réf. souhaitée], le woreda a en 2007 une densité de population de 197 personnes par km2.
Début 2022, la population du woreda est estimée, par projection des taux de 2007, à 400 033 personnes.